# Bramsnæs Vig
Bramsnæs Vig är en vik i Danmark.   Den ligger i Region Själland, i den östra delen av landet, 50 km väster om Köpenhamn.
Bramsnæs Vig ligger mellan halvön Bramsnæs och Ejby. Viken är en del av Isefjorden.